# Evan Lloyd
El general Evan Lloyd fue un oficial del Ejército Británico que sirvió a fines del siglo XVIII y comienzos del XIX actuando en la Guerra de Independencia de los Estados Unidos, en las Indias Occidentales, Invasiones Inglesas al Río de la Plata e India.

## Biografía
Sir Evan Lloyd nació en Ferney Hall, Shropshire (Salop), Inglaterra, en 1768. Su familia era de origen galés. Su padre, de igual nombre, era nativo de Brecknockshire.
Ingresó al regimiento N° 17 de Dragones Ligeros (17th Lancers) como corneta el 25 de noviembre de 1780, permaneciendo en ese regimiento con paga completa hasta 1812.
En 1780, durante la Guerra de Independencia de los Estados Unidos, el 17.º fue desplegado en el sur de las colonias integrando la Legión Tarleton (Tarleton's Raiders), participando en numerosas acciones menores hasta la finalización de la contienda en 1783.
El 5 de febrero de 1787 ascendió a teniente y el 25 de octubre de 1793 a capitán.
Permaneció con su regimiento en Gran Bretaña hasta 1795 en que fue movilizado por la guerra con la Francia revolucionaria y estacionado en las Indias Occidentales, donde operó como cuerpo de infantería de marina dividido en pequeños destacamentos desplegados en las islas. Se ganó así el apodo de "Horse Marines", infantería de marina a caballo. El 1 de septiembre de 1795 fue promovido al grado de mayor y el 11 de febrero de 1799 al de teniente coronel.
En 1806 fue destinado con el 17.º a la desastrosa segunda invasión inglesa al Río de la Plata en la división que al mando de Samuel Auchmuty se sumó al fuerte ejército comandado por John Whitelocke que tras la captura de Montevideo desembarcó en las costas de Buenos Aires.
Lloyd, al mando del 17.º, con pocos caballos y habiendo reemplazado en Río de Janeiro sus lanzas y carabinas por mosquetes, fue afectado con parte de sus fuerzas a la división de Thomas Mahon mientras el resto se sumaba a la división centro.
Participó del ataque del 5 de julio a la ciudad de Buenos Aires en el que tras sufrir alrededor de 2000 bajas las fuerzas británicas debieron capitular ante las fuerzas de defensa de la ciudad, principalmente compuesta por milicias urbanas.
Lloyd regresó a su patria en 1808 y antes de partir a su nuevo destino en la India fue demorado para presentar documentación relevante en el juicio a Whitelocke.
El 25 de octubre de 1809 fue ascendido a coronel y el 1 de enero de 1812 fue promovido al grado de mayor general.
El 27 de mayo de 1825 fue promovido al grado de teniente general. El 18 de marzo de 1836 fue nombrado coronel honorario del 7.º de Dragones de la Guardia y el 23 de noviembre de 1841 fue promovido a general.
Murió el 4 de marzo de 1846, en Ferney Hall, a los 78 años de edad, después de 66 años de servicio.
Había casado en primeras nupcias con Maria Burton, hija de Benjamín Burton, esquire de Burton Hall, y en 1814 con Alicia, Dowager Lady Trimlestown, hija del teniente general Eustace, con quien tuvo un hijo, Evan Herbert, y dos hijas, Alicia Mary y Louis Anne.